# Observatório da Universidade de Londres
Observatório da Universidade de Londres é um observatório astronômico de ensino localizado em Mill Hill, Londres que faz parte do Departamento de Física e Astronomia da University College London.

## História
O Observatório foi inaugurado em 8 de outubro de 1929, pelo então Astrônomo Real Frank Dyson, inicialmente para abrigar o telescópio refletor de 24 polegadas a partir do observatório do doutor W. E. Wilson's em Daramona, Irlanda, que foi doado à Universidade de Londres depois de sua morte.
Um telescópio refrator de oito polegadas foi instalado em 1931, na sequência da sua doação para a Universidade pelo H.R. Fry of Barnett no ano anterior. Em julho de 1938, o observatório foi expandido para acomodar o telescópio refrator duplo de 18/24 polegadas que havia sido removido do Observatório Radcliffe em Oxford, em 1934.
Em 1951, a University College London assumiu a gestão do Observatório da Universidade de Londres.

## SN2014J
Em 21 de janeiro de 2014, a supernova SN 2014J foi descoberta nesse observatório pelo astrônomo Steve Fossey durante uma sessão com quatro alunos de graduação.